# Okres Kisbér
Okres Kisbér (maďarsky Kisbéri járás) je jedním z šesti okresů maďarské župy Komárom-Esztergom. Jeho centrem je město Kisbér.

## Sídla
V okrese se nachází celkem 17 měst a obcí.
Města
- Kisbér

Obce
- Ácsteszér
- Aka
- Ászár
- Bakonybánk
- Bakonysárkány
- Bakonyszombathely
- Bársonyos
- Császár
- Csatka
- Csép
- Ete
- Kerékteleki
- Réde
- Súr
- Tárkány
- Vérteskethely